# Handelsvertegenwoordiger van de Verenigde Staten
De handelsvertegenwoordiger (United States Trade Representative) is een agentschap van de federale overheid van de Verenigde Staten dat verantwoordelijk is voor het ontwikkelen en promoten van het Amerikaanse handelsbeleid. 
| Nr.    | Handelsvertegenwoordiger United States Trade Representative | Handelsvertegenwoordiger United States Trade Representative | Handelsvertegenwoordiger United States Trade Representative | Ambtstermijn               | Ambtstermijn      | Partij          | President(en)                |
| ------ | ----------------------------------------------------------- | ----------------------------------------------------------- | ----------------------------------------------------------- | -------------------------- | ----------------- | --------------- | ---------------------------- |
| 1      |                                                             | Christian Herter                                            | Christian Herter (1895–1966)                                | 10 december 1962           | 30 december 1966  | R               | John F. Kennedy (1961–1963)  |
| 1      | Lyndon B. Johnson (1963–1969)                               | Christian Herter                                            | Christian Herter (1895–1966)                                | 10 december 1962           | 30 december 1966  | R               |                              |
| Vacant |                                                             |                                                             |                                                             |                            |                   |                 |                              |
| 2      |                                                             | William Roth                                                | William Roth (1916–2014))                                   | 24 maart 1967              | 20 januari 1969   | D               |                              |
| 3      |                                                             |                                                             | Carl Gilbert (1906–1983)                                    | 20 januari 1969            | 22 september 1971 | R               | Richard Nixon (1969–1974)    |
| Vacant |                                                             |                                                             |                                                             |                            |                   |                 | Richard Nixon (1969–1974)    |
| 4      |                                                             |                                                             | William Eberle (1923–2008)                                  | 11 november 1971           | 24 december 1974  | R               | Richard Nixon (1969–1974)    |
| 4      | R                                                           | Gerald Ford (1974–1977)                                     | William Eberle (1923–2008)                                  | 11 november 1971           | 24 december 1974  |                 |                              |
| Vacant |                                                             | Gerald Ford (1974–1977)                                     |                                                             |                            |                   |                 |                              |
| 5      |                                                             | Gerald Ford (1974–1977)                                     | Frederick Dent                                              | Frederick Dent (1922–2019) | 25 maart 1975     | 20 januari 1977 | R                            |
| Vacant | Vacant                                                      | Vacant                                                      | Vacant                                                      | Vacant                     | Vacant            | Vacant          | Jimmy Carter (1977–1981)     |
| 6      |                                                             | Robert Schwarz Strauss                                      | Robert Schwarz Strauss (1918–2014)                          | 30 maart 1977              | 20 augustus 1979  | D               | Jimmy Carter (1977–1981)     |
| Vacant |                                                             |                                                             |                                                             |                            |                   |                 | Jimmy Carter (1977–1981)     |
| 7      |                                                             | Reubin Askew                                                | Reubin Askew (1928–2014)                                    | 1 oktober 1979             | 31 december 1980  | D               | Jimmy Carter (1977–1981)     |
| Vacant |                                                             |                                                             |                                                             |                            |                   |                 | Jimmy Carter (1977–1981)     |
| 8      |                                                             | Bill Brock                                                  | Bill Brock (1930–2021)                                      | 20 januari 1981            | 30 april 1985     | R               | Ronald Reagan (1981–1989)    |
| Vacant |                                                             |                                                             |                                                             |                            |                   |                 | Ronald Reagan (1981–1989)    |
| 9      |                                                             | Clayton Yeutter                                             | Clayton Yeutter (1930–2017)                                 | 1 juli 1985                | 20 januari 1989   | R               | Ronald Reagan (1981–1989)    |
| Vacant | Vacant                                                      | Vacant                                                      | Vacant                                                      | Vacant                     | Vacant            | Vacant          | George H.W. Bush (1989–1993) |
| 10     |                                                             | Carla Anderson Hills                                        | Carla Anderson Hills (1934)                                 | 6 februari 1989            | 20 januari 1993   | R               | George H.W. Bush (1989–1993) |
| 11     |                                                             | Mickey Kantor                                               | Mickey Kantor (1939)                                        | 20 januari 1993            | 12 april 1996     | D               | Bill Clinton (1993–2001)     |
| 12     |                                                             | Charlene Barshefsky                                         | Charlene Barshefsky (1950)                                  | 12 april 1996              | 20 januari 2001   | D               | Bill Clinton (1993–2001)     |
| Vacant | Vacant                                                      | Vacant                                                      | Vacant                                                      | Vacant                     | Vacant            | Vacant          | George H.W. Bush (2001–2009) |
| 13     |                                                             | Robert Zoellick                                             | Robert Zoellick (1953)                                      | 7 februari 2001            | 22 februari 2005  | R               | George H.W. Bush (2001–2009) |
| Vacant |                                                             |                                                             |                                                             |                            |                   |                 | George H.W. Bush (2001–2009) |
| 14     |                                                             | Rob Portman                                                 | Rob Portman (1955)                                          | 17 mei 2005                | 26 mei 2006       | R               | George H.W. Bush (2001–2009) |
| Vacant |                                                             |                                                             |                                                             |                            |                   |                 | George H.W. Bush (2001–2009) |
| 15     |                                                             | Susan Schwab                                                | Susan Schwab (1955)                                         | 8 juni 2006                | 20 januari 2009   | R               | George H.W. Bush (2001–2009) |
| 16     |                                                             | Ron Kirk                                                    | Ron Kirk (1954)                                             | 20 januari 2009            | 15 maart 2015     | D               | Barack Obama (2009–2017)     |
| [ 7 ]  |                                                             | Demetrios Marantis                                          | Demetrios Marantis (1968)                                   | 15 maart 2015              | 25 mei 2015       | D               | Barack Obama (2009–2017)     |
| [ 7 ]  |                                                             | Miriam Sapiro                                               | Miriam Sapiro (1960)                                        | 25 mei 2015                | 20 juni 2015      | D               | Barack Obama (2009–2017)     |
| 17     |                                                             | Michael Froman                                              | Michael Froman (1962)                                       | 20 juni 2015               | 20 januari 2017   | D               | Barack Obama (2009–2017)     |
| [ 7 ]  |                                                             |                                                             | María Pagán (1964)                                          | 20 januari 2017            | 1 maart 2017      | O               | Donald Trump (2017–2021)     |
| [ 7 ]  |                                                             |                                                             | Stephen Vaughn (1969)                                       | 1 maart 2017               | 15 mei 2017       | O               | Donald Trump (2017–2021)     |
| 18     |                                                             | Robert Lighthizer                                           | Robert Lighthizer (1947)                                    | 15 mei 2017                | 20 januari 2021   | R               | Donald Trump (2017–2021)     |
| [ 7 ]  |                                                             |                                                             | María Pagán (1964)                                          | 20 januari 2021            | 20 maart 2021     | O               | Joe Biden (2021–202)         |
| 19     |                                                             | Katherine Tai                                               | Katherine Tai (1974)                                        | 20 maart 2021              | 20 januari 2025   | D               | Joe Biden (2021–202)         |
| [ 7 ]  |                                                             |                                                             | Juan Millán                                                 | 20 januari 2025            | 27 februari 2025  | O               | Donald Trump (2025–heden)    |
| 20     |                                                             | Jamieson Greer                                              | Jamieson Greer (1979)                                       | 27 februari 2025           | heden             | R               | Donald Trump (2025–heden)    |